# Pitillas
Pitillas è un comune spagnolo di 541 abitanti situato nella comunità autonoma della Navarra.